# Kastell Niedernberg
Das Kastell Niedernberg war ein römisches Kastell in Niedernberg im Landkreis Miltenberg in Unterfranken. Wie fast alle Kastelle am Main, dem sogenannten „Nassen Limes“, ist das Kastell Niedernberg heute vollständig überbaut. Es liegt unter dem heutigen Ortskern von Niedernberg. Die Anlage zählt damit zu den am wenigsten archäologisch erforschten Kastellen am Obergermanisch-Rätischen Limes.

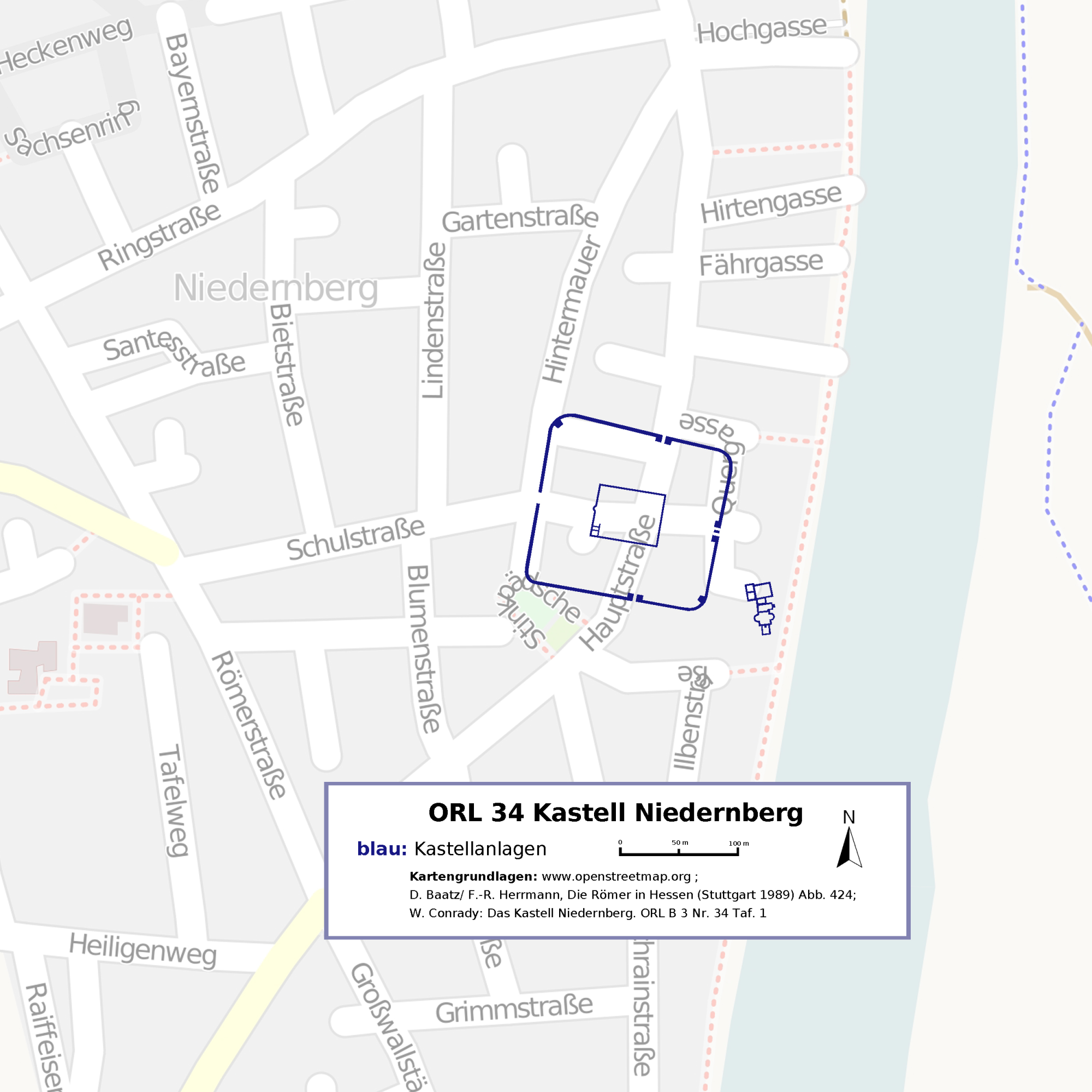
Lageplan des Kastells Niedernberg

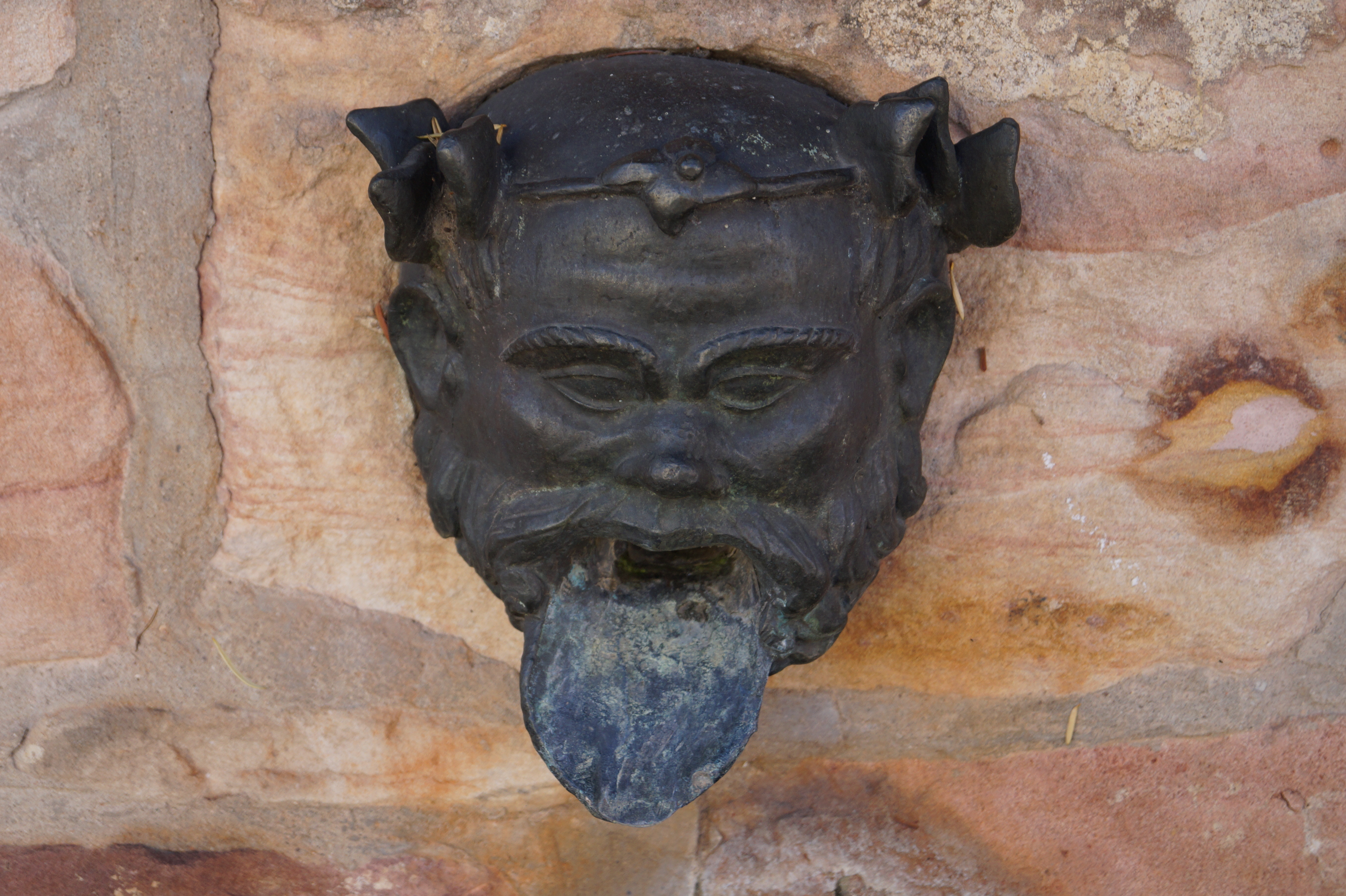
Nachbildung der bronzenen Brunnenmaske

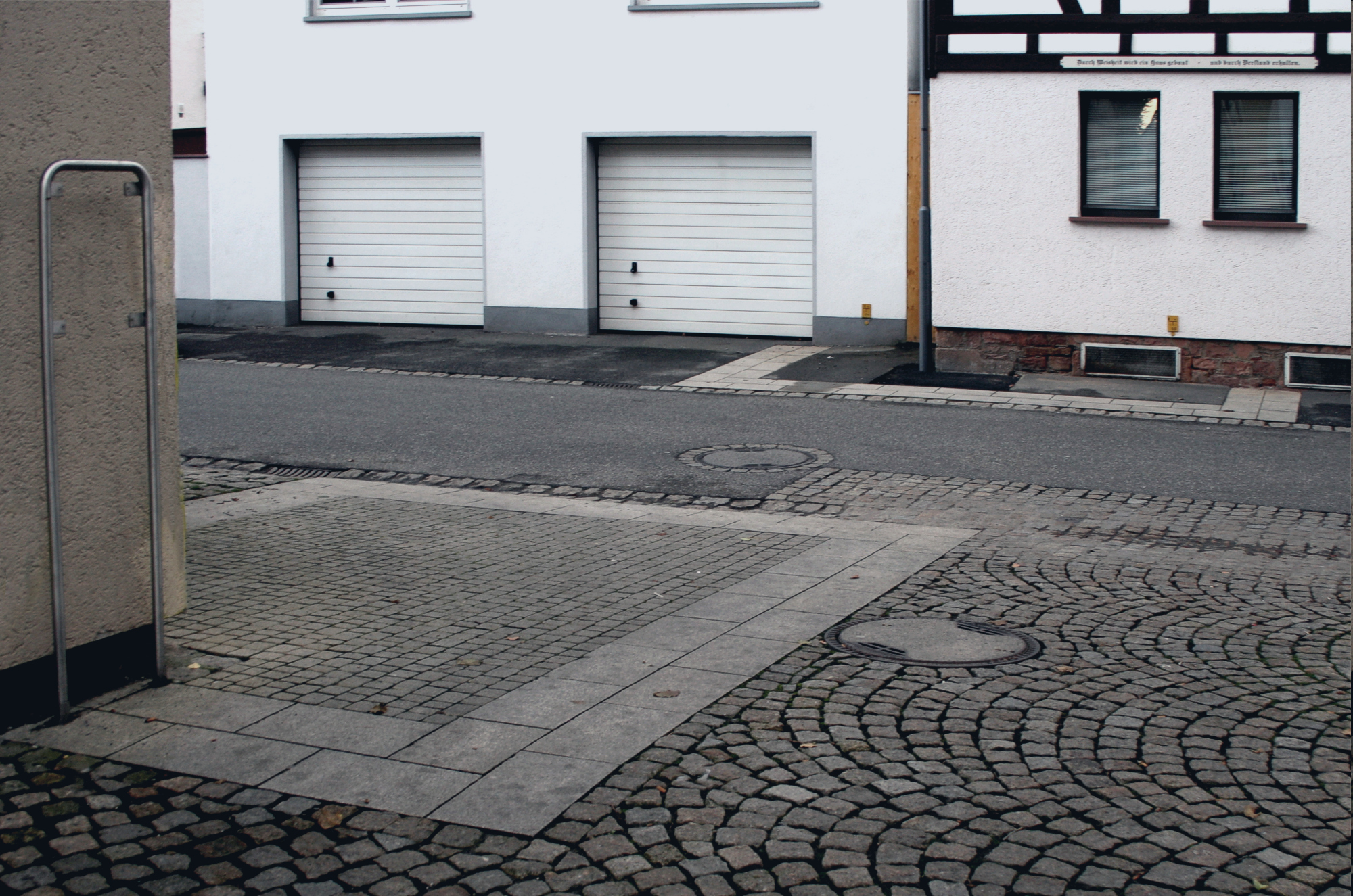
Markierung des nördlichen Seitentors im Straßenpflaster

Grundriss des Kastells im Limeswerk

Grundriss des Kastellbades

## Lage
Das Limeskastell liegt heute unter dem südlichen Teil des Niedernberger Ortskerns, der sich bei einer steilen Böschung etwa sieben Meter über dem Pegel des Mains befindet. Das Kastell war nach Osten, auf den dort von Süden nach Norden verlaufenden Fluss zu ausgerichtet. Die Prätorialfront (Vorderfront) befand sich etwa 70 m vom Main entfernt. Das Kastell ist noch stellenweise im Ortsbild zu erkennen. So verlaufen die Hauptstraße, Kirchgasse und Schulstraße weitgehend entlang den Hauptlagerstraßen.

## Geschichte
Mit den nur sehr ausschnitthaften archäologischen Befunden sind auch die Hinweise auf die römische Geschichte Niedernbergs gering. Das Kastell dürfte um 107/110 n. Chr. entstanden sein und bestand wahrscheinlich bis in die Zeit des Limesfalls um 260 n. Chr.
Als hier stationierte Einheit ist die Cohors I Ligurum et Hispanorum durch Ziegelstempelfunde und den Grabstein des Soldaten Marcellus belegt. Aus einer weiteren Inschrift eines Feldzeichenträgers (vexillarius) der Truppe, geht hervor, dass es sich um eine teilberittene Einheit (cohors equitata) gehandelt haben muss. Dem entgegen steht die Größe des Lagers, das eher den Lagern einer cohors peditata mit regionalen Parallelen im Kastell Großkrotzenburg oder Kastell Rückingen nahesteht, während Lager einer teilberittenen Kohorte üblicherweise um drei Hektar umfassen.

## Erforschung
Verschiedene Anhaltspunkte haben bereits früh im 19. Jahrhundert zu der Annahme geführt, dass in Niedernberg ein römisches Kastell zu vermuten ist. Im Jahre 1822 fand man in der Nähe des Pfarrhauses eine Goldmünze des Domitian. Die Erwähnung des Ortes im Lorscher Codex als Niderenburc, ohne dass ein mittelalterlicher Adelssitz im Ort nachweisbar wäre, ließ an eine Parallele zum benachbarten Kastellort Obernburg denken. Die Überbauung des Kastellareals wie in Obernburg wurde in Niedernberg zusätzlich durch Straßennamen wie Römergässchen, Im Römer und Römereck dokumentiert.
Seit 1883 wurden in Niedernberg Ausgrabungen durch Wilhelm Conrady durchgeführt. Im März 1884 entdeckte er südlich der Kirche das Badegebäude, womit die Vermutung als gesichert galt. Die Kastellmauer selbst konnte Conrady erst 1894 bei den Grabungen der Reichs-Limeskommission, wo er nun als Streckenkommissar für die Mainlinie fungierte, auffinden. Die Grabungen gestalteten sich äußerst schwierig, da von den jeweiligen Teilen der Anlage nur kleinste Ausschnitte zwischen der neuzeitlichen Bebauung dokumentiert werden konnten. An der Westseite war die rückwärtige Kastellfront mit der späteren Ortsbefestigung deckungsgleich.
Da auch das Gräberfeld zur damaligen Zeit nicht freigelegt wurde, war auch die Menge an Funden, verglichen mit anderen Kastellorten am Mainlimes, gering. 1909 entdeckte man in Fulda zwei Altäre, die zwischen 1728 und 1737 dorthin verbracht wurden. Im 20. Jahrhundert sind einige Neufunde hinzugekommen, wobei auch das Gräberfeld bei Kanalarbeiten nachgewiesen und ein Soldatengrabstein geborgen wurde. Hervorzuheben ist weiterhin ein bronzener Silenskopf, der als Brunnenmaske diente. Jüngere archäologische Untersuchungen fanden 1998/1999, 2001/2002 sowie im März 2009 vor Kanalbauarbeiten statt.
Durch Luftbildarchäologie konnten in der Niedernberger Gemarkung weiterhin die Gräben von mindestens drei Kastellen entdeckt werden, die als Übungslager der Cohors I Ligurum et Hispanorum interpretiert werden.

## Kastell
Das Kastell nimmt eine etwas unregelmäßig-rechteckige Form ein. Die Breite der Hauptfront beträgt 135 m, an der Decumanseite (Rückseite) 144,5 m. Die Länge ist wegen einer relativ schwachen Befundlage der rückwärtigen Seite nur unsicher mit 152,50 m oder 155,75 m anzugeben.
Das Kastell besaß eine mit zwei Tordurchfahrten ausgestattete porta praetoria, das Haupttor des Kastells, während alle übrigen drei Tore einfach gestaltet waren. Die Auffassung Conradys, dass die rückwärtige porta decumana ebenfalls mit zwei Torbögen ausgestattet ist, konnten neuere Grabungen widerlegen. Damit würde die Anordnung der Tore weitgehend dem benachbarten Kastell Stockstadt entsprechen. Ecktürme wurden im Nordwesten und Südosten sicher nachgewiesen. Ob das Kastell Zwischentürme besaß, ist nicht gesichert.
Der Verlauf der Umwehrung ist an einigen Stellen heute im Pflaster markiert. Der einfache Kastellgraben konnte nur an wenigen Stellen untersucht werden. Seine Breite wird mit 9,50 m bei einer Tiefe von 2,50 m unter der Berme angegeben. Weitere Gräben mit unterschiedlicher Breite, die aber nicht gleichzeitig bestanden, wurden während Ausgrabungen 2005 nachgewiesen.
Während der Grabungen von 1998/99 konnte der Archäologe Michael Hoppe bei seiner Untersuchung an der Porta principalis sinistra vier Spitzgräben beobachten, die seiner Meinung nach in zwei verschiedene Bauphasen gehören. Damit könnte vor diesem Tor ein Doppelgraben bestanden haben. Der ältere, innere Graben lag vor einer rund 2 m breiten Berme, war 4 bis 4,50 m breit und noch 2 m tief erhalten. Ein neuerer, etwas weiter nach außen versetzter Innengraben, der den älteren an dessen Außenwand durchschnitt, bezeugte eine zweite Bauphase. Das gleiche Muster zeigte sich am älteren Außengraben, der in einem Abstand von rund 4,5 m zum älteren Innengraben errichtet wurde. Dieser ältere äußere Graben maß rund 3,50 m in der Breite und war bei der Ausgrabung ebenfalls noch 2 m tief. Auch hier schnitt ein neuerer Graben die Außenseite des älteren. Hoppe stellte fest, dass zum Zeitpunkt der Grabenerneuerung die beiden älteren Gräben bereits teilweise verfüllt waren oder planmäßig verfüllt wurden. Der Archäologe schlussfolgerte daraus, den Grabenumbau mit dem Steinausbau des Kastells in Verbindung zu bringen. Aus der oberen Verfüllung des jüngeren Außengrabens konnte er Urmitzer Ware bergen, die in die erste Hälfte des 3. Jahrhunderts datierte. Aus derselben Schicht stammte auch ein Denar aus der Regierungszeit des Kaisers Severus Alexander (222–235). Nach dem archäologisch begleiteten Abbruch eines nicht unterkellertem Gebäudes über der Nordwestecke des Kastells, konnten die dort dokumentierten Befunde etwas Licht in die Unsicherheiten Conradys in Bezug auf die Decumanseite bringen. Es gelang Hoppe, einen Teil der abgerundeten Kastellecke sowie ihren Verlauf nach Süden zu sichern. Reste eines Eckturms waren in dem Schnitt nicht zu finden. Stattdessen stellte sich heraus, dass ein Mauerbefund Conradys, den dieser für die Rückwand des Eckturms gehalten hatte, zur Kastellmauer gehörte. Somit wird der von Conrady in seinem Plan angegebene Verlauf der südlichen Decumanseite nun als der offenbar richtige angenommen. Durch die neuen Befunde wird die Länge des Kastells eher bei den von Conrady angegebenen 152,50 m liegen und die Breite der Decumanfront wird wohl nicht viel breiter als die Hauptfront gewesen sein.
Von der Innenbebauung ist nur der rückwärtige Teil des Stabsgebäudes (principia) mit der Apsis des Fahnenheiligtums bekannt. Südlich daran anschließend wurde eine Raumflucht ergraben. Die Lage des Gebäudes zeigt, dass das Kastell Niedernberg, wie viele Kastelle, auf den Main und den Limes ausgerichtet war. Das Kastelldorf befand sich hufeisenförmig im Süden, Westen und Norden um das Kastell herum. Ein Steinkeller, der sich an der zu vermutenden Straße nach Obernburg befand, konnte 2005 freigelegt werden. Darin wurde ein Sandsteinrelief mit einer männlichen Götterfigur entdeckt, das stark beschädigt war.

## Badegebäude
Das Kastellbad wurde 1884 und nochmals 1895 untersucht. Es befand sich vor der südlichen Hauptkastellfront in der Nähe zum Main, wie die meisten Kastellbäder am „Nassen Limes“. Das Bad ist zum Teil durch eine Hofreite überbaut. Es handelt sich um ein Bad vom Reihentyp, das große Ähnlichkeit mit dem benachbarten Bad vom Kastell Stockstadt besitzt. Die Länge der Raumflucht, in der die Hauptbaderäume angeordnet waren, beträgt 42,40 m.

## Denkmalschutz
Das Kastell Niedernberg und die erwähnten Anlagen sind als Abschnitt des Obergermanisch-Rätischen Limes seit 2005 Teil des UNESCO-Welterbes. Außerdem sind sie geschützt als eingetragene Bodendenkmale im Sinne des Bayerischen Denkmalschutzgesetzes (BayDSchG). Nachforschungen und gezieltes Sammeln von Funden sind erlaubnispflichtig, Zufallsfunde sind den Denkmalbehörden anzuzeigen.